# فیلمی از آلن اسمیتی: بسوزان هالیوود بسوزان
فیلمی از آلن اسمیتی: بسوزان هالیوود بسوزان (انگلیسی: An Alan Smithee Film: Burn Hollywood Burn) یک فیلم در ژانر کمدی به کارگردانی آرتور هیلر است که در سال ۱۹۹۷ منتشر شد.
فیلم یک فیلم آلن اسمیتی: هالیوود را بسوزان به‌طور یکسان از سوی منتقدان نکوهش شد و در گیشه شکست خورد. این فیلم پنج جایزه (از جمله بدترین فیلم) را در نوزدهمین جوایز تمشک طلایی دریافت کرد.
ساخته‌شدن این فیلم سلسله‌رویدادهایی را رقم زد که سرانجام انجمن کارگردانان آمریکا در سال ۲۰۰۰ پس از دهه‌ها استفاده از نام مستعار «آلن اسمیتی» برای کارگردانان آمریکایی که از فیلمی اعلام برائت می‌کردند، به‌طور رسمی این اعتبار را لغو کرد.
داستان فیلم دربارهٔ کارگردانی است که می‌کوشد از فیلمی اعلام برائت کند و همین موضوع با روند تولید خود فیلم شباهت داشت؛ هیلر پس از دیدن نسخهٔ نهایی خواستار حذف نام خود شد و در عوض با نام آلن اسمیتی شناخته شد.
یک فیلم آلن اسمیتی: هالیوود را بسوزان همچنین آخرین فیلم سینرژی پیکچرز بود که پیش از اعلام ورشکستگی این شرکت منتشر شد.

## داستان
جری گلاور، رئیس شرکت فیلم‌سازی چلنجر، و جیمز ادموندز، تهیه‌کننده، تدوین‌گر مشهور انگلیسی، آلن اسمیتی را برای کارگردانی فیلم اکشن پرفروشی به نام سه‌گانه استخدام می‌کنند که سیلوستر استالونه، ووپی گلدبرگ و جکی چان در آن بازی می‌کنند. دلیل اصلی انتخاب او بی‌تجربگی‌اش است، زیرا تهیه‌کنندگان باور دارند که به‌راحتی قابل کنترل خواهد بود، اما اسمیتی به پروژه دل می‌بندد.
ادموندز مرتباً در فیلم دست می‌برد، نویسندگان جدیدی را برای بازنویسی فیلم‌نامه استخدام می‌کند و یادداشت‌های متعددی به اسمیتی می‌دهد. در کنار دخالت‌های پی‌درپی ستارگان فیلم، اسمیتی گوشه‌گیر می‌شود. ادموندز یک روسپی به نام میشل رافرتی را برای اغوای اسمیتی مست که ازدواج ناموفقی دارد، استخدام می‌کند تا از او مدرک باج‌گیری تهیه کند. اما میشل تحت‌تأثیر روحیهٔ مهربان اسمیتی قرار می‌گیرد و به او دل می‌بندد.
اسمیتی درمی‌یابد که کنترل سه‌گانه را از دست داده و نگرانی‌هایش را با ادموندز در میان می‌گذارد. ادموندز به او پیشنهاد می‌کند نامش را از فیلم حذف کند و از نام مستعار انجمن کارگردانان آمریکا استفاده کند، که این کار شدنی نیست زیرا همان «آلن اسمیتی» است. پس از آنکه استالونه خواستار حذف یکی از دیالوگ‌های چان می‌شود، اسمیتی وانمود می‌کند که نسخهٔ اصلی را برای تکثیر به لابراتوار می‌برد، اما آن را می‌دزدد و می‌گریزد.
در حالی که چلنجر به سام ریتزو، رئیس امنیت، دستور جست‌وجوی اسمیتی را می‌دهد، او در برنامهٔ لری کینگ تماس می‌گیرد و در میانهٔ فروپاشی روانی اعلام می‌کند که قصد دارد فیلم را بسوزاند تا هرگز منتشر نشود. در یک پمپ‌بنزین، استاگر لی، عضو گروه «خانوادهٔ چریکی فیلم آفریقایی-آمریکایی»، او را می‌بیند و با او دوست می‌شود. اسمیتی با کارگردانان مستقل مشهور، برادران برادرز، آشنا می‌شود که با شرایط او همدلی کرده و دیداری با گلاور و ادموندز ترتیب می‌دهند.
گلاور به برادران پیشنهاد قرارداد سه‌فیلمی می‌دهد اگر نسخهٔ اصلی را بدون تغییر برگردانند، اما آن‌ها رد می‌کنند و بر حق اسمیتی برای داشتن تدوین نهایی سه‌گانه پافشاری می‌کنند. گلاور وانمود می‌کند که پذیرفته، اما ریتزو را دنبال آن‌ها می‌فرستد تا نسخه را پیدا کند. اسمیتی از پنجرهٔ پشتی می‌گریزد و به گودال‌های قیر لا بریا می‌رود، جایی که سرانجام فیلم را همان‌طور که وعده داده بود می‌سوزاند. سپس دوباره در برنامهٔ لری کینگ حاضر می‌شود و از اقدامش دفاع می‌کند و توضیح می‌دهد: «آن‌ها [سه‌گانه] را کشتند، من به رنجش پایان دادم.»
وکیل رابرت شاپیرو برای اسمیتی ترتیب می‌دهد که به‌جای مواجهه با اتهامات کیفری به یک بیمارستان روانی در انگلستان فرستاده شود، زیرا مصاحبهٔ او با کینگ سبب شده مردم او را قهرمان بدانند. گلاور و ادموندز با رابرت ایوانز تهیه‌کننده، برای خرید داستان زندگی اسمیتی جهت اقتباس سینمایی رقابت می‌کنند، و اسمیتی آن را به شرط کارگردانی برادران برادرز با حق تدوین نهایی می‌فروشد. تهیه‌کنندگان که اکنون اسمیتی را به‌خاطر شهرت تازه‌اش باارزش می‌دانند، به او پیشنهاد قرارداد فیلمی تازه می‌دهند. در بیمارستان، میشل با اسمیتی آشتی می‌کند و او دربارهٔ برنامه‌های فیلم جدیدش با عنوان دوگانه سخن می‌گوید.

## بازیگران
- اریک آیدل
- رایان اونیل
- کولیو
- چاک دی
- ریچارد جنی
- لزلی استفانسون
- ساندرا برنهارد
- شرلی لانگی
- هاروی واینستین
- مارسلو ددفورد
- استیون توبولوسکی
- اریک کینگ
- دینا اسپیبی
- نائومی کمبل

## حضور افتخاری
- سیلوستر استالونه
- ووپی گلدبرگ
- جکی چان
- رابرت اوانز
- شین بلک
- جو استرهاس
- لری کینگ
- بیلی باب تورنتون
- بیلی بارتی
- نورمن جویسون
- آلن اسمیت